# 道の駅今治市多々羅しまなみ公園

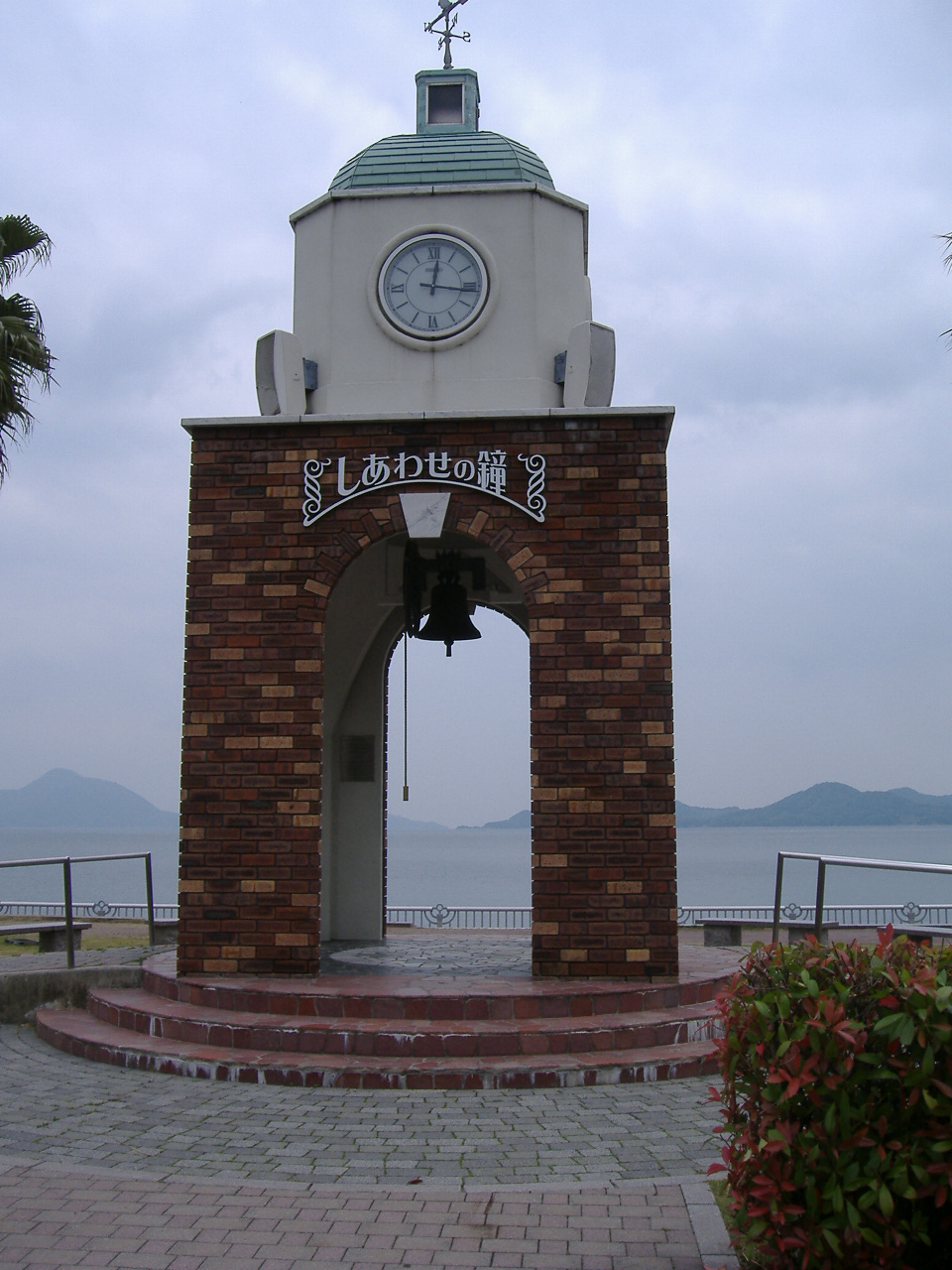
しあわせの鐘

道の駅今治市多々羅しまなみ公園（みちのえき いまばりしたたらしまなみこうえん）は、愛媛県今治市にある国道317号の道の駅である。株式会社しまなみが管理運営を行っている。四国八十八景58番。

## 沿革
- 1999年（平成11年）8月27日 - 越智郡上浦町に上浦町多々羅しまなみ公園として道の駅に登録される。
- 2005年（平成17年）1月 - 上浦町が今治市と新設合併したため名称が今治市多々羅しまなみ公園に変更された。
- 2015年（平成27年）1月30日 - しまなみ海道周辺「道の駅」として近隣の道の駅4駅とともに「愛媛県施策の「愛媛マルゴト自転車道」のコース沿い、県内外のサイクリストが多く利用」を理由に重点道の駅に選定される[1]。
- 2017年（平成29年）4月1日 - 国家戦略特区の一環で全国初の道の駅の民営化が実施される[2]。
- 2018年（平成30年） - 四国八十八景58番に「サイクリストの聖地と多々羅大橋」で選定される。

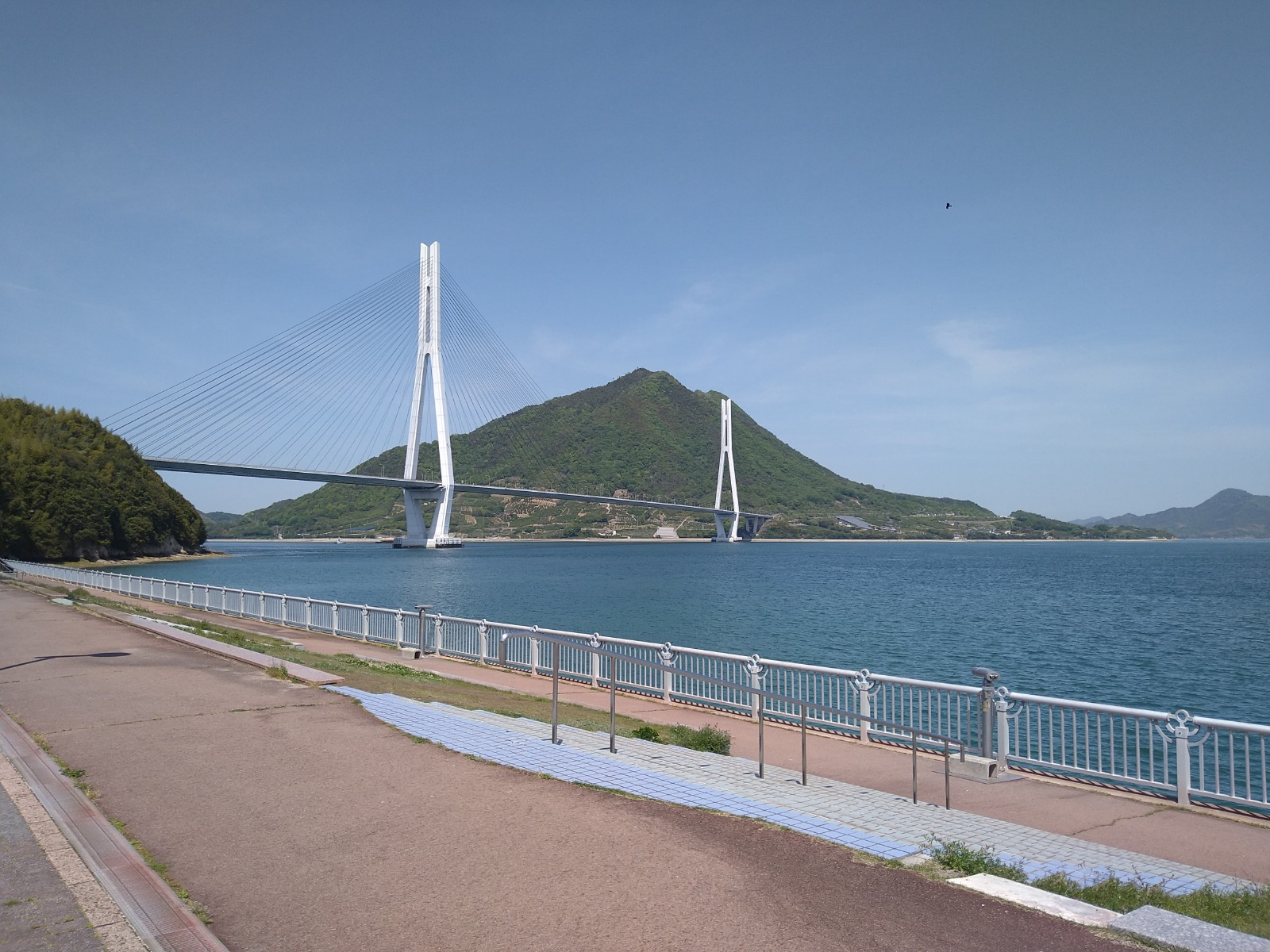
当公園の海側より

## 主な施設
- 駐車場
  - 普通車：107台
  - 大型車：6台
  - 身障者用：3台
- トイレ（いずれも24時間利用可能）
  - 男：大 3器、小 7器
  - 女：9器
  - 身障者用：1器
- 公衆電話
- レストラン（10:00 - 16:00）
- 物産品コーナー
- 喫茶コーナー
- レンタサイクル
- しあわせの鐘 - 多々羅大橋と、フランスのノルマンディー橋との姉妹橋提携を記念して設けられた。

## 休館日
- 年中無休

## 周辺
- 西瀬戸自動車道 大三島IC
- 多々羅温泉
- 多々羅大橋
- 大三島橋
- 大山祇神社

## アクセス
- 国道317号（愛媛県道51号大三島環状線 重複区間）

### バス
- 大三島バスストップから徒歩で約10分。
  - 瀬戸内海交通急行便で、今治桟橋から約55分。
  - しまなみライナー（福山線）で福山駅から約50分。
  - しまなみライナー（広島線）で広島バスセンターから約1時間50分。

### フェリー
- 井口港から徒歩で約30分。